# Підгородці (гміна)
Гміна Підгородці — колишня (1934—1939 рр.) сільська ґміна Стрийського повіту Станіславського воєводства Польської республіки (1918—1939) рр. Центром ґміни було село Підгородці.
1 серпня 1934 року було утворено 1 серпня 1934 р. в рамках адміністративної реформи в ІІ Речі Посполитій із суміжних сільських гмін: Ямельниця, Крушельниця-Шляхетська, Крушельниця-Рустикальна, Підгородці, Сопіт і Урич.
Площа гміни — 145,39 км²

Кількість житлових будинків — 1340 

Кількість мешканців — 7932
17 січня 1940 року ґміна ліквідована у зв’язку з утворенням Сколівського району.